# Zwei-Finger-Gruß
Der sogenannte Zwei-Finger-Gruß (poln. Salutowanie dwoma palcami) ist ein militärischer Gruß, der die vorgeschriebene Form des Salutierens innerhalb der polnischen Streitkräfte und anderer uniformierter Institutionen des Landes darstellt.

## Ausführung des Grußes
Beim Zwei-Finger-Gruß, der nur mit Kopfbedeckung durchgeführt wird, werden lediglich die Spitzen der Zeige- und der Mittelfinger der rechten Hand an den Mützenschirm gehalten. Beide Finger müssen dabei aneinander liegen. Die anderen Finger werden währenddessen vom Daumen zur Handflächeninnenseite gedrückt, die in Richtung des Gegrüßten zeigt.
Der Zwei-Finger-Gruß "zum leeren Kopf", also ohne eine Kopfbedeckung, ist verpönt.

## Historischer Hintergrund
Über die tatsächlichen Ursprünge des Zwei-Finger-Grußes ist wenig bekannt. Vermutlich wurde er jedoch in leicht abgewandelter Form erstmals von General Tadeusz Kościuszko während seines Eidschwurs zur Befreiung Polens von den Invasionsmächten praktiziert, den er 1794 auf dem Hauptmarkt von Krakau leistete. Anwendung fand er nachweislich in den zahlreichen polnischen Aufständen. 1831 soll des Weiteren während einer Schlacht in der Nähe von Warschau der russische Großfürst Konstantin Romanow gesagt haben, die polnischen Soldaten würden deshalb mit zwei Fingern salutieren, weil sie somit in den anderen Steine halten könnten, um ihn anschließend mit diesen zu bewerfen.

## Irritationen und weitere Nutzung
Der Zwei-Finger-Gruß hat sich in leicht abgewandelter Form auch als Wölflingsgruß bei den Wölflingen der Pfadfinder durchgesetzt. Während des Zweiten Weltkrieges führte er jedoch vor allem in Anwesenheit britischer Offiziere, die diese Form des Salutierens als respektlose Geste einordneten, zu Irritationen. In Fällen, in denen Sprachbarrieren eine Aufklärung verhinderten, kam es aufgrund dieses Missverständnisses gelegentlich auch zu Arreststrafen für die polnischen Soldaten. Die polnischen Streitkräfte in Westeuropa führten aus diesem Grund zeitweise den mit voller Handfläche ausgeführten Gruß ein.

## Darstellung des Grußes

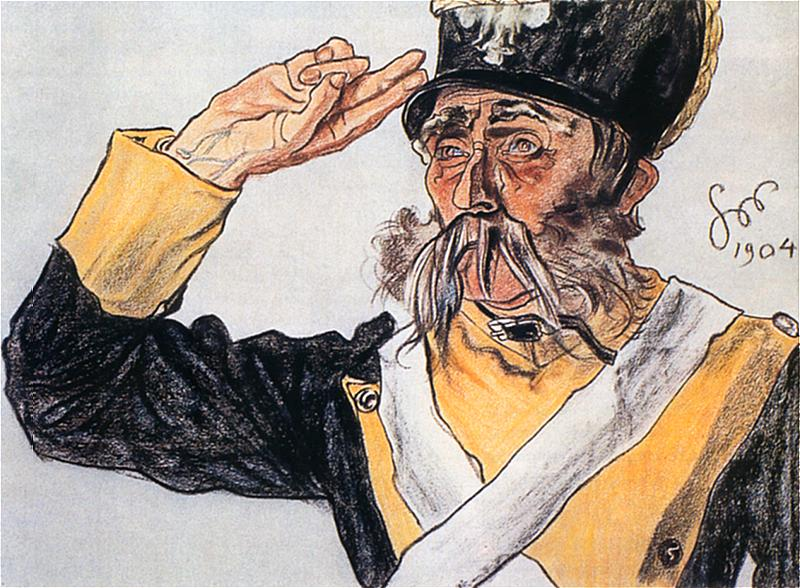
Polnischer Soldat beim Salutieren auf einem Gemälde von Stanisław Wyspiański (1904)
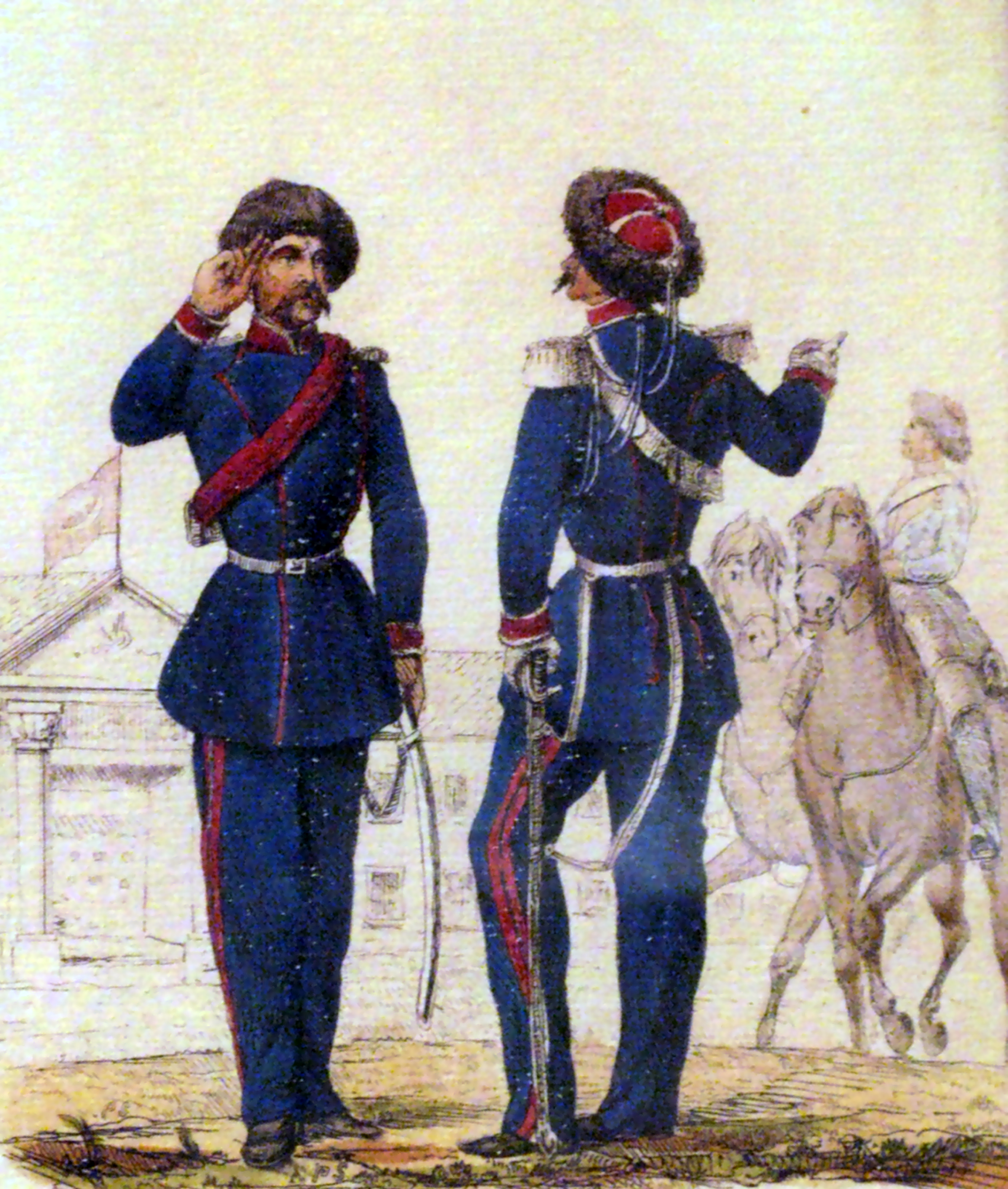
Ein Polnischer Legionär beim Salutieren (1855)
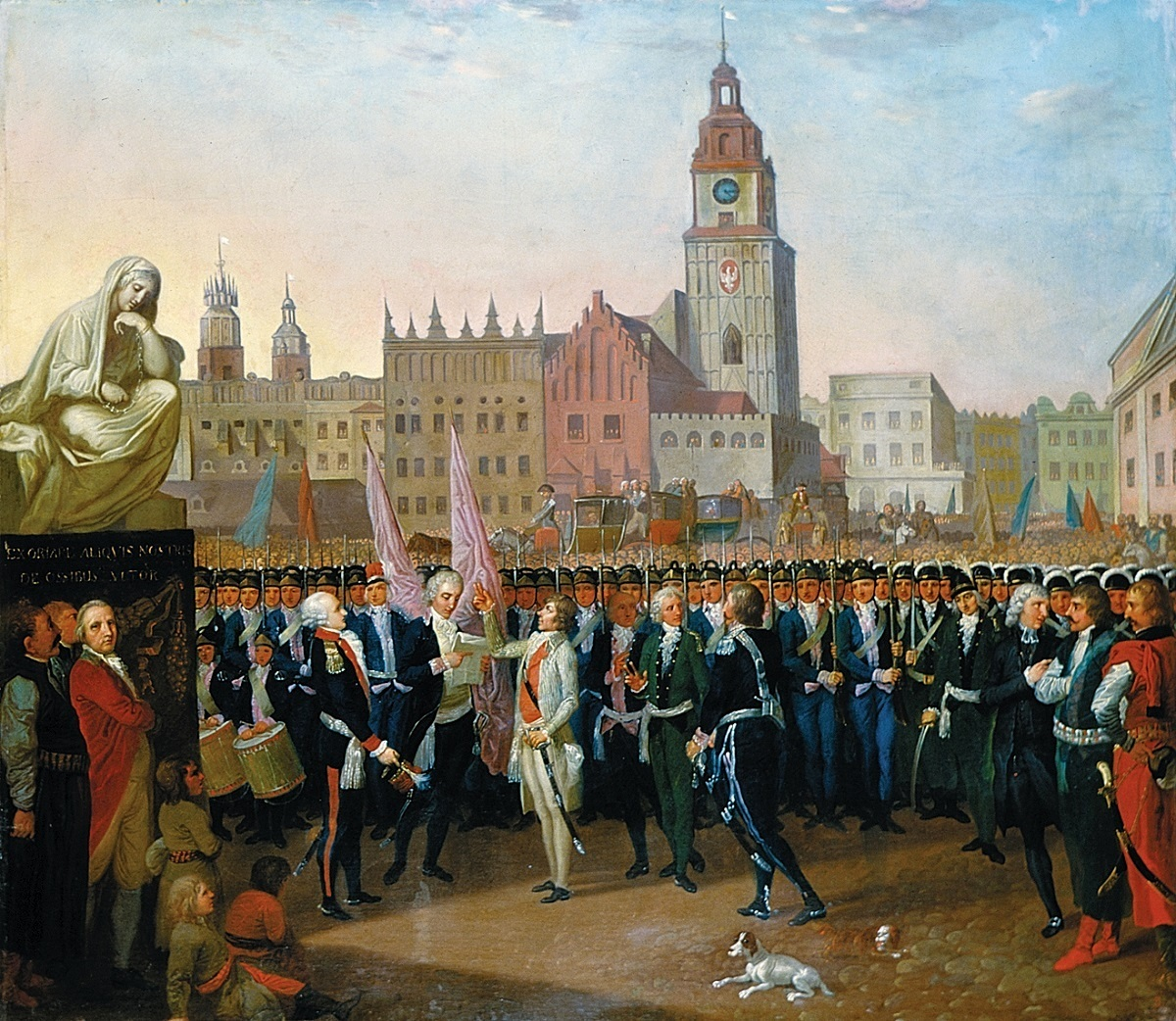
Tadeusz Kościuszko beim Ablegen seines Eidschwurs in Krakau (1794)
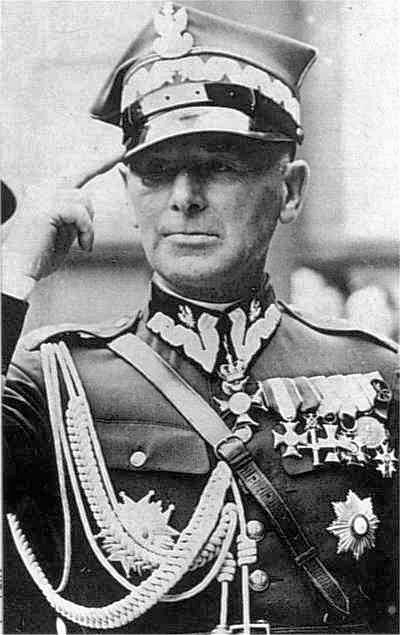
Polens früherer Oberbefehlshaber Marschall Edward Rydz-Śmigły beim Salutieren (1939)
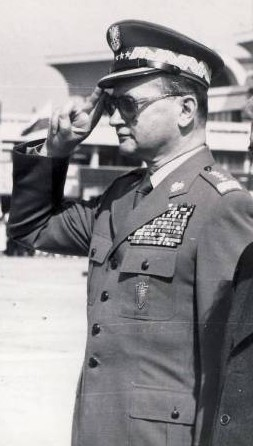
Der ehemalige Präsident und General Wojciech Jaruzelski beim Salutieren (1980)
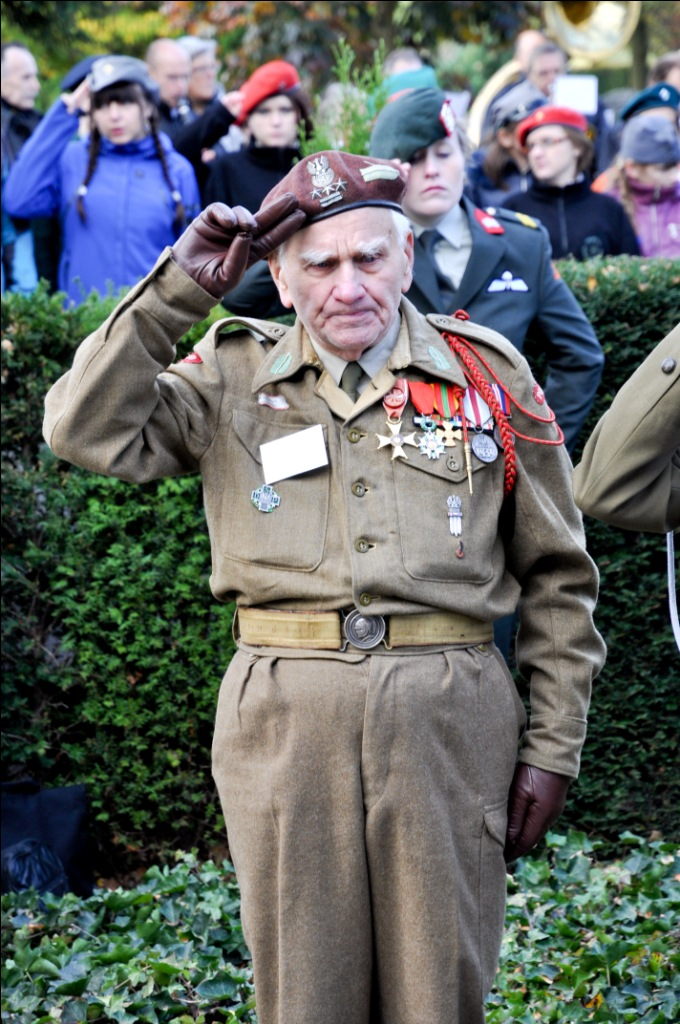
Veteran aus dem Zweiten Weltkrieg beim Salutieren
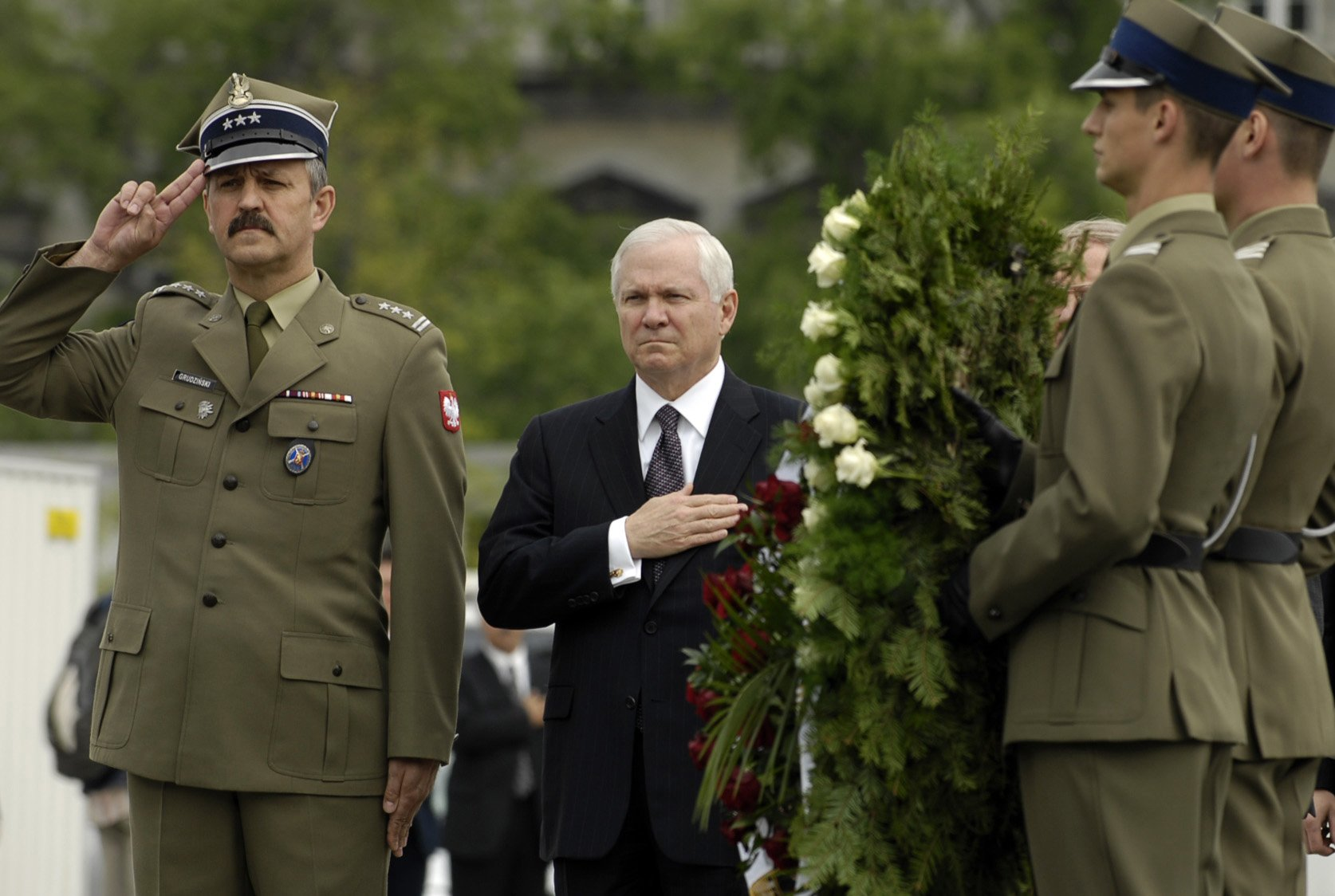
Während eines offiziellen Besuchs von Robert Gates in Warschau (2007)
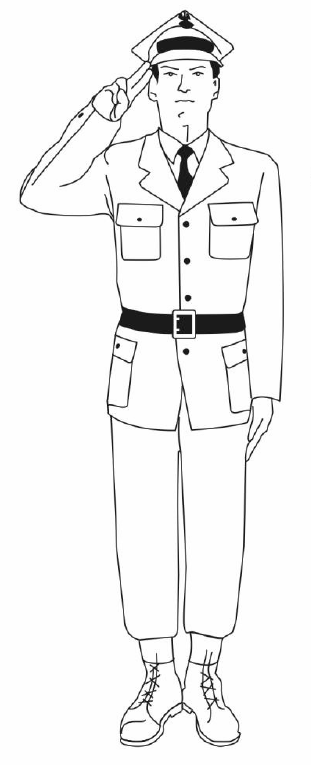
Darstellung eines korrekten Zwei-Finger-Grußes mit Kopfbedeckung
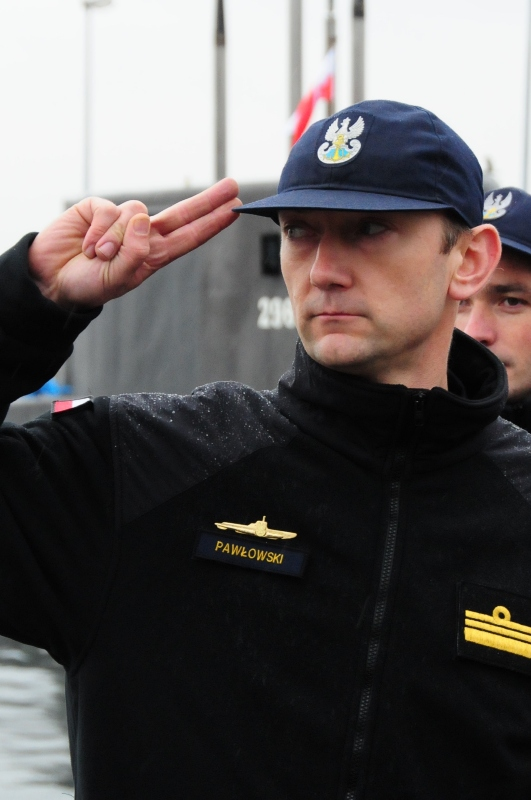
Polnischer Zwei-Finger-Gruß